# Hermann Stopperich
Hermann Friedrich Stopperich (* 21. Dezember 1895 in Dahlhausen, Ruhr; † 6. Januar 1952 in Wattenscheid) war ein deutscher Politiker der SPD.
Nach dem Besuch der Volksschule arbeitete Stopperich in Industrie und Landwirtschaft, bevor er 1913 in den Heeresdienst eintrat. Er war Mitglied des Deutschen Metallarbeiterverbandes sowie Funktionär der USPD und später der SPD und im Deutschen Beamtenbund.
Ab 1945 leitete er das Flüchtlingslager Odertal, später war er Verwaltungsobersekretär der AOK Osterode. Seit 1946 war Stopperich Mitglied des Kreistages im Landkreis Osterode am Harz.
Dem Deutschen Bundestag, in dem er als direkt gewählter Abgeordneter den Wahlkreis Harz vertrat, gehörte er von 1949 bis zu seinem Tode an. In der durch seinen Tod erforderlich gewordenen Nachwahl wurde der DP-Politiker Hans-Joachim Fricke in den Bundestag gewählt, wodurch die SPD ein Mandat einbüßte.